# Alexander Hunter
Alexander Hunter (FRSE FRS 1729 – 17 de mayo de 1809) fue un cirujano, botánico, editor y escritor escocés, que llevó especímenes de plantas desde México y de Sudamérica.

## Biografía
Nació en Edimburgo, probablemente en 1729 (la Memoir dice 1733) y fue el hijo mayor de un próspero farmacéutico. Concurrió a una grammar school a los diez años, y con 15 va a la Universidad, donde permanecerá hasta sus 21, estudiando los últimos tres años medicina. Pasó el próximo año o dos estudiando en Londres, en Rouen (bajo Le Cat), y en París (bajo Petit), y a su regreso a Edimburgo se graduó MD en 1753 (tesis, 'De Cantharidibus'). Después de practicar durante unos meses en el Gainsborough, y unos años en Beverley, fue invitado a York en 1763, a la muerte del Dr. Perrot, y continuó practicando allí hasta su muerte en 1809.
En 1772 Hunter se puso a trabajar para establecer el York Lunatic Asylum. El edificio se terminó en 1777, y fue médico durante muchos años.

## Obra
Su primera aventura literaria fue un pequeño tratado en 1764, "Ensayo sobre la Naturaleza y Virtudes del Buxton Waters," que pasó por seis ediciones. El último apareció en 1797 bajo el nombre de "Manual de Buxton." En 1806 publicó un trabajo similar sobre las "Aguas de Harrowgate, York."
Tomó parte activa en la fundación de la Sociedad Agrícola en York en 1770, 'y para dar respetabilidad a la institución, se impuso a los miembros para reducir sus pensamientos y observaciones por escrito. Sus ensayos, sobre la alimentación de plantas, abonos, fueron editados por él en cuatro v. (Londres, 1770-2) bajo el título de Georgical Ensayos, y fueron tan valiosos como para ser reimpreso tres veces (una vez en Londres y dos veces en York) antes de 1803. Su Nuevo método de crianza de trigo para una serie de años en la misma tierra apareció en 1796, de York.
Su continuo interés en la economía rural se mostró en una edición ilustrada elaborado, con notas, de John Evelyn Sylva, o un discurso del Bosque de los árboles y la Propagación de la Madera de 1776 (reimpreso en 1786, en 2 v. en 1801, y de nuevo, después de su muerte, en 1812).
En 1778 editó Evelyn Terra, y se unió a la tercera edición de Sylva, de 1801. En 1795 dirigió un panfleto a Sir John Sinclair, primer Baronet en "Esquemas de Agricultura" (2ª ed. 1797). En 1797 publicó "Un ejemplo de la analogía entre vegetales y parto animal, Londres.
Fue autor de un tratado sobre la curabilidad de la tuberculosis, extraído de un manuscrito de William White de York, de las cuales apareció una traducción francesa por AA Tardy (Londres, 1793); y también de un libro de cocina, llamado Culina Formulatrix Medicinae, publicado por primera vez en 1804, reeditado en 1805, 1806, y 1807, y finalmente en 1820 bajo el título Los recibos en Modern de cocina. Una producción de su vejez, que llegó a ser muy conocido, era una colección de Máximas llamados Hombres y modales. Alcanzó una tercera edición en 1808; la última edición contiene 1.146 máximas.

## Membresías
- 1775: Royal Society (Londres)[3]
- 1790: Royal Society de Edimburgo.
- honorario del Consejo de Agricultura.